# 大庆市人民医院
大庆市人民医院 (英語：Daqing people's Hospital)创立于2000年，是一所集医疗、科研、教学、预防、保健、康复为一体的大型综合三级甲等医院，位于中华人民共和国黑龙江省大庆市萨尔图区建设路213号，建筑面积6.57万平方米，拥有床位550张，现有员工749人。

## 科室设置
大庆市人民医院拥有28个临床科室。